# میلو د آنجلیس
میلو د آنجلیس (ایتالیایی: Milo de Angelis؛ زادهٔ ۶ ژوئن ۱۹۵۱) یک شاعر، نویسنده و منتقد ادبی اهل ایتالیا است. وی پدیدآورنده چندین مجموعه شعر و بعلاوه مجموعه ای از داستان‌ها و مقالات می‌باشد. وی همچنین ترجمه چندین نویسنده فرانسه مدرن و یونان باستان را به چاپ رسانده‌است. نخستین مجموعه شعر وی تحت عنوان «Somiglianze» در سال ۱۹۷۶ به چاپ رسید. وی برنده جایزه ویارجو (۲۰۰۵) شده‌است